# Dryochlora
Dryochlora is een geslacht van vlinders van de familie spanners (Geometridae), uit de onderfamilie Geometrinae.

## Soorten
- D. cinctuta (Saalmüller, 1891)
- D. ophthalmicata Moore, 1867